# Niccolò Granello

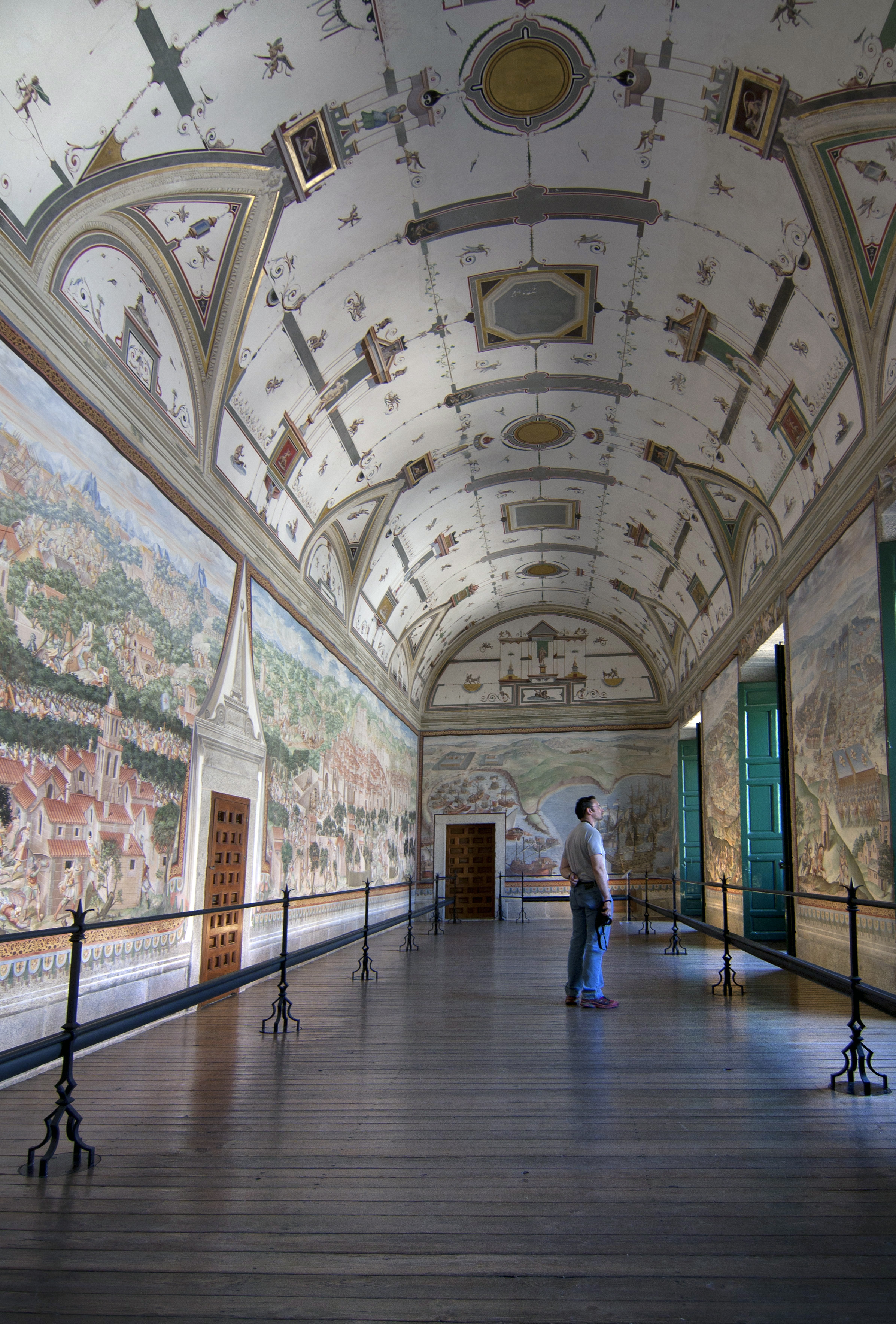
Sala delle Battaglie del Monastero dell'Escorial. Affresco realizzato tra il 1585 e il 1591 da un gruppo di pittori guidato da Niccolò Granello.

Niccolò Granello (spesso citato come Nicolás Granello e Nicolao Granelo; 1553 – El Escorial, 30 novembre 1593) è stato un pittore italiano operante in Spagna dove realizzò l'intera sua opera. Come pittore di affreschi si specializzò nella pittura decorativa grottesca al servizio di Filippo II di Spagna.

## Biografia
Figlio delle prime nozze della prima moglie di Giovan Battista Castello, il Bergamasco, giunse in Spagna da bambino, nel 1567, con il suo patrigno chiamato da Álvaro de Bazán per lavorare presso il suo palazzo di Viso del Marqués. Nel 1571, alla morte de Il Bergamasco, fu nominato pittore del re e incaricato della decorazione della Torre dorada del vecchio Real Alcázar di Madrid, nel quale continuò a lavorare fino al 1575, con qualche sporadico intervento a Valsaín. Quindi passò al monastero dell'Escorial assieme al suo fratellastro Fabrizio Castello e altri membri del gruppo di pittori giunti da Genova assieme al patrigno, tra i quali i fratelli Gian María e Francesco da Urbino, Francesco da Viana e altri, con i quali lavorò continuamente alla decorazione delle volte e di alcune pareti di diverse dipendenze del monastero fino alla morte, giunta precocemente il 30 novembre 1593.

## Opere nel monastero dell'Escorial
Il programma decorativo svolto all'Escorial ebbe inizio nel 1581 nel vestibolo del capitolo, dove Granello e Francesco da Urbino dipinsero un pannello centrale, occupato da angeli voluminosi con corone di alloro, affiancato da un fregio decorativo. Tra il 1583 e il 1584 realizzò i dipinti delle volte della sacrestia a capo di un gruppo comprendente Fabrizio Castello, Francesco Viana e Francesco da Urbino. L'utilizzo di grottesche, venne evidenziato da José de Sigüenza come una sorta di nuovo lavoro, che univa contenuti classici e religiosi, carico di contenuti morali e decorazioni vegetali e geometriche.
Nel dicembre del 1584 ebbe in appalto la realizzazione dell'affresco della volta della Sala delle battaglie come responsabile di un gruppo costituito dal fratellastro Fabrizio Castello e due componenti del gruppo di Luca Cambiaso: suo figlio, Orazio Cambiaso, e Lazzaro Tavarone. Con un repertorio di motivi fantastici ed allegorici di contenuto profano, ispirati ai disegni di Perino del Vaga, conclusero in soli sei mesi gli affreschi di quasi 60 metri lineari percependo per il lavoro la notevole cifra di 1000 ducati. Successivamente, il gruppo guidato da Granello affrontò la decorazione dei soffitti delle due camere del capitolo, ritoccando anche i dipinti della sala, lavoro che li occupò per tutto l'anno seguente, ma nel gennaio 1587 assunse la commissione per il grande affresco della battaglia di la Higueruela nella stessa Sala delle battaglie, molto diverso dalle grottesche che aveva realizzato e per le quali venne utilizzato come modello una vecchia tela dipinta in grisaille trovata nell'Alcázar di Segovia. Terminò questo incarico, nel settembre 1589, con Castello e Tavarone, dato che Orazio Cambiaso era tornato in Italia. Assunse quindi la commessa per i dipinti delle restanti pareti, le due brevi alle estremità, dove dipinse due scene dalla Battaglia dell'isola di Terceira e della battaglia di Doullens, ultima battaglia della guerra contro la Francia del 1557-1558, che ebbe inizio con la presa di San Quintino. Nel mese di febbraio del 1591, con questi affreschi ancora incompiuti, iniziò a lavorare sui cassettoni della biblioteca, occupandosi anche delle grottesche della volta.